# Copeina
Copeina is een geslacht van straalvinnige vissen uit de familie van de slankzalmen (Lebiasinidae).

## Soorten
- Copeina guttata (Steindachner, 1876)
- Copeina osgoodi Eigenmann, 1922